# Lallemandana swezeyi
Lallemandana swezeyi is een halfvleugelig insect uit de familie Aphrophoridae. De wetenschappelijke naam van deze soort is voor het eerst geldig gepubliceerd in 1928 door Lallemand.